# 卡劳森
卡劳森（法語：Kalhausen，法語發音：[kalauzən] ⓘ；洛林法兰克语：Kalhuse）是法国摩泽尔省的一个市镇，位于该省东部，属于萨尔格米讷区。

## 地理
卡劳森（49°1'16"N, 7°9'17"E）面积13.52 平方千米，位于法国大東部大區摩泽尔省，该省份为法国东北部内陆省份，是洛林的一部分，西南接默尔特-摩泽尔省，东临下莱茵省，北与卢森堡和德国接壤。
与卡劳森接壤的市镇（或旧市镇、城区）包括：阿亨、埃坦、代林根、埃比蔡姆、施米特维莱尔、厄尔明根、维特兰。
卡劳森的时区为UTC+01:00、UTC+02:00（夏令时）。

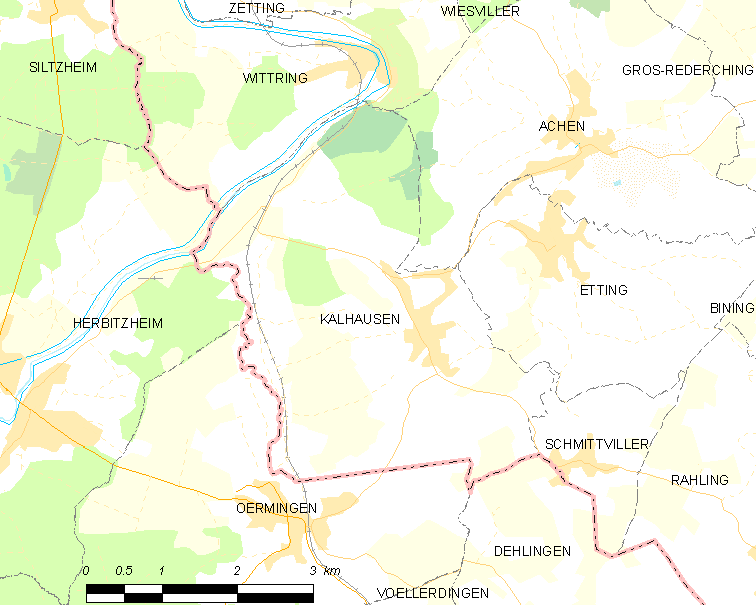
卡劳森的OSM定位图

## 行政
卡劳森的邮政编码为57412，INSEE市镇编码为57355。

## 政治
卡劳森所属的省级选区为萨尔格米讷县。

## 人口

1962-2008年间卡劳森人口变化图示

卡劳森于2022年1月1日时的人口数量为779人。